# Жуковиці (гміна)
Гміна Жуковиці (пол. Gmina Żukowice) — сільська гміна у південно-західній Польщі. Належить до Глогувського повіту Нижньосілезького воєводства.
Станом на 31 грудня 2011 у гміні проживало 3608 осіб.

## Площа
Згідно з даними за 2007 рік площа гміни становила 68.09 км², у тому числі:
- орні землі: 81.00%
- ліси: 5.00%

Таким чином, площа гміни становить 15.37% площі повіту.

## Населення
Станом на 31 грудня 2011:
| Опис     | Загалом | Загалом | Чоловіки | Чоловіки | Жінки | Жінки |
| -------- | ------- | ------- | -------- | -------- | ----- | ----- |
| одиниця  | осіб    | %       | осіб     | %        | осіб  | %     |
| все      | 3608    | 100     | 1858     | 51.50    | 1750  | 48.50 |
| міське   | 0       | 100     | 0        |          | 0     |       |
| сільське | 3608    | 100     | 1858     | 51.50    | 1750  | 48.50 |

## Сусідні гміни
Гміна Жуковіце межує з такими гмінами: Битом-Оджанський, Ґавожице, Глогув, Глогув, Єжманова, Котля, Седлісько.